# Désirée Clary (métro de Marseille)
Pour l’article homonyme, voir Désirée Clary.
Désirée Clary est une station de la ligne 2 du métro de Marseille. Située au croisement de la rue Désirée-Clary et de la rue de Ruffi dans le 3e arrondissement, à proximité de l'Hôpital européen. Elle dessert le quartier de La Villette.

## Histoire
La station a été ouverte le 14 février 1987, en même temps que le troisième tronçon de la ligne 2 entre Joliette et Bougainville. Elle porte le nom de Désirée Clary, née à Marseille, épouse de Jean-Baptiste Bernadotte et reine de Suède de 1818 à 1844.

## Architecture et équipements
La station est souterraine et comporte deux niveaux. La salle des billets est décorée en bleu et est construite en mezzanine au dessus des quais. Elle est décorée d'un panneau de Patrick Ventujol représentant la famille royale de Suède du temps de Désirée Clary. Le niveau des quais est décorés de panneaux blancs et rouges interrompus par des portraits de personnages liées au nom de la station : Désirée Clary, Napoléon Bonaparte, Jean-Baptiste Bernadotte.

## Accès
La station est desservie par deux lignes de bus sur trois arrêts :
- Arrêt Métro Désirée Clary situé rue Désirée-Clary :
  - Ligne    en direction de Foch 5 Avenues.

- Arrêt Hôpital Européen situé avenue Roger-Salengro :
  - Ligne    en direction du Lycée St Exupéry.

- Arrêt Paris Clary situé boulevard de Paris :
  - Ligne    en direction de Canebière (Bourse).

## Galerie d’images

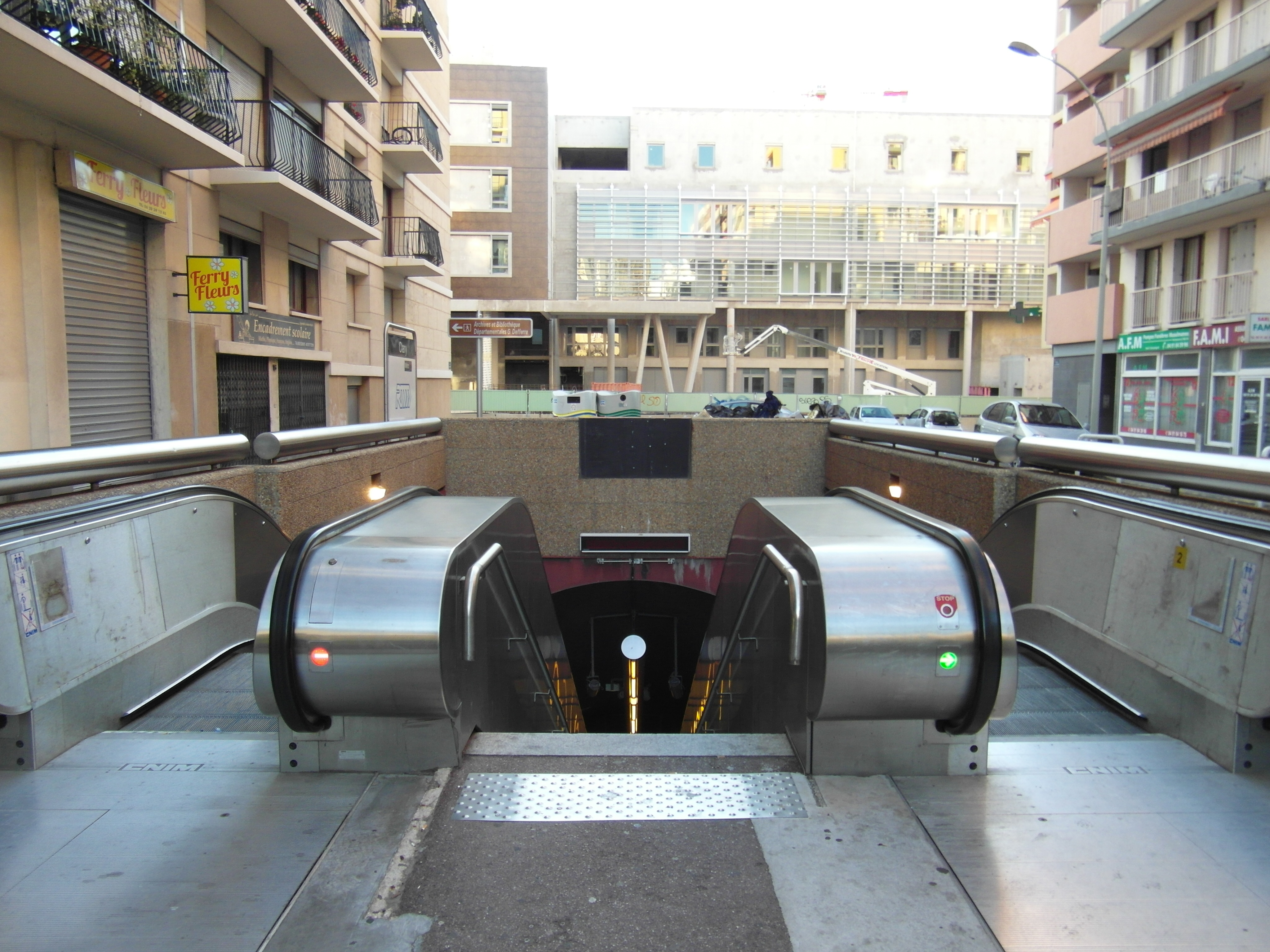
Entrée de la station, rue de Ruffi.
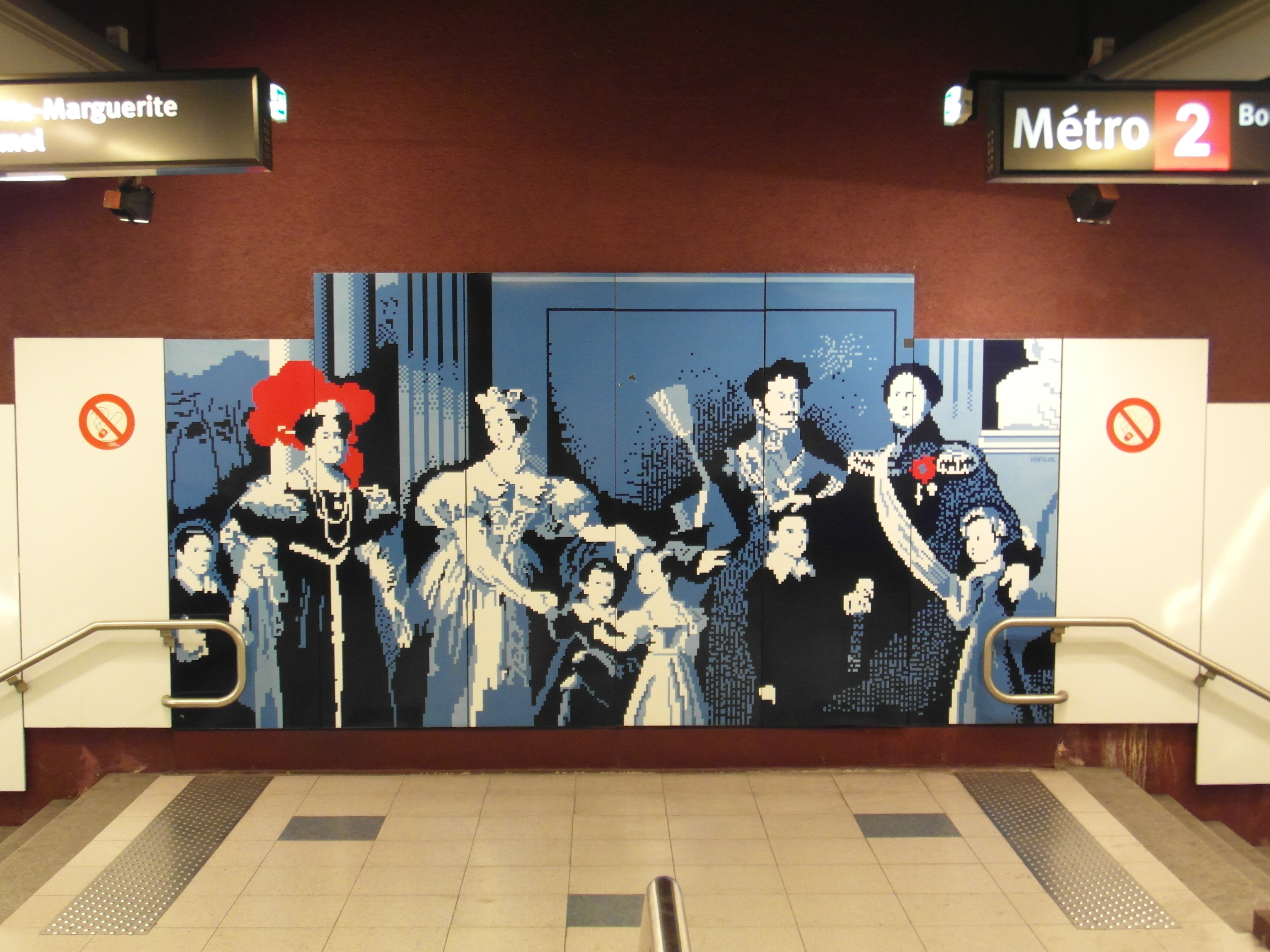
Famille royale de Suède représentée dans la salle des billets.
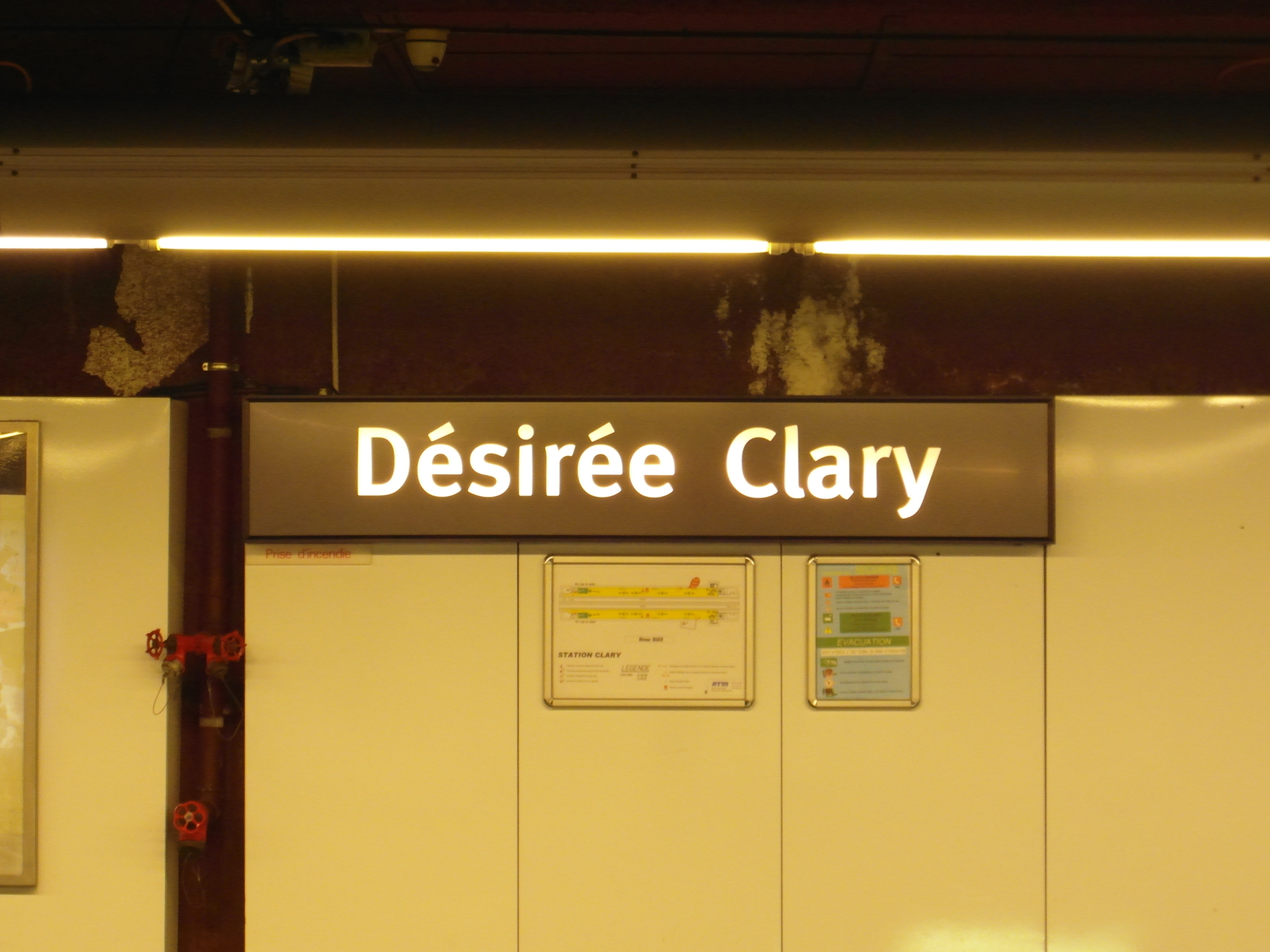
Nom de la station sur le quai.
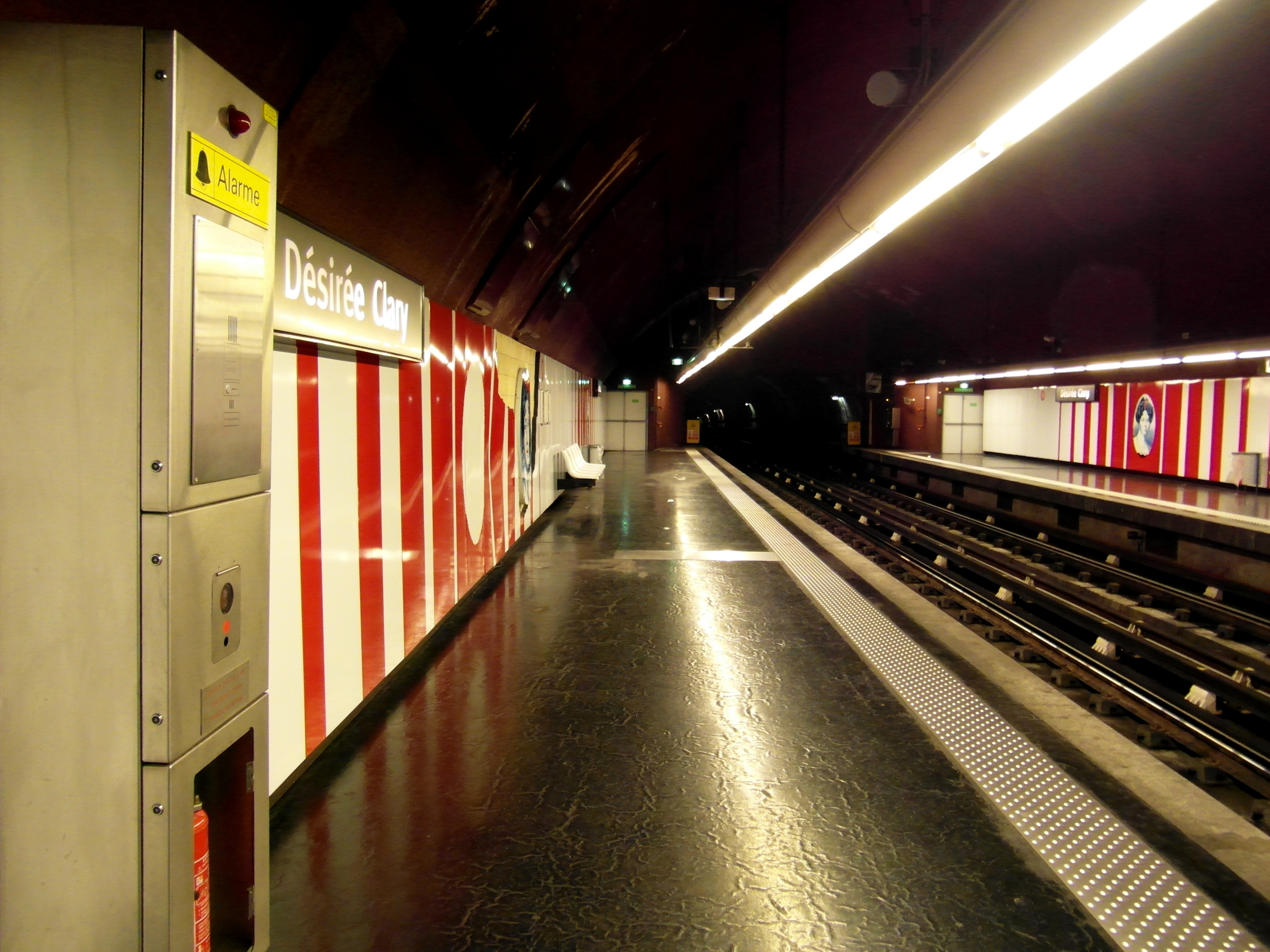
Quai.

## Sites desservis
- L'Hôpital européen de Marseille

## Services
- Service assuré du lundi au dimanche de 5h à 1h.
- Distributeurs de titres: possibilité de régler par billets, pièces, carte bancaire.